# Umineko When They Cry
Umineko When They Cry (うみねこのなく頃に?, Umineko no naku koro ni, lett. "Quando stridono i gabbiani"), anche nota semplicemente come Umineko, è una serie di otto videogiochi di genere sound novel scritta da Ryukishi07 e pubblicata tra il 17 agosto 2007 e il 31 dicembre 2010 da 07th Expansion. È il secondo capitolo del franchise When They Cry (iniziato con Higurashi no naku koro ni) e come il predecessore si compone a sua volta di due parti: Question Arcs e Answer Arcs. La storia ruota attorno alle vicende di diciotto persone bloccate tra il 4 e 5 ottobre 1986 su un'isola di proprietà privata e ai misteriosi omicidi che le riguardano. Lo scopo del gioco è determinare se l'assassino è di natura umana o soprannaturale.
La sound novel può essere riprodotta su Microsoft Windows e telefono cellulare. La versione per PlayStation 3, prodotta da Alchemist, è invece un remake in alta definizione, fornito del doppiaggio giapponese, di tutte le colonne sonore originali della sound novel e di un nuovo character design. I primi quattro giochi sono stati pubblicati il 16 dicembre 2010 con il titolo Umineko no naku koro ni: majo to suiri no rondo, mentre il seguito, caratterizzato dal sottotitolo Shinjitsu to gensō no nocturne, è uscito un anno più tardi, il 15 dicembre 2011. La serie è stata resa disponibile, sempre da Alchemist, anche per PlayStation Portable con il titolo Umineko no naku koro ni Portable ed è stata divisa in quattro parti, delle quali solo le prime due sono state pubblicate rispettivamente il 20 ottobre e il 17 novembre 2011.
Inizialmente circoscritto ai Comiket giapponesi dove ogni gioco per PC ha fatto il suo debutto, Umineko When They Cry ha poi ottenuto vari adattamenti, tra cui i manga pubblicati da Square Enix, Ichijinsha, Kadokawa e Ohzora Publishing, una serie televisiva anime di ventisei episodi prodotta da Studio Deen, e i romanzi pubblicati da Kōdansha Box. Mentre l'anime e l'adattamento principale dei manga sono stati distribuiti anche in America del Nord, gli otto videogiochi originali sono stati tradotti interamente in italiano da un progetto amatoriale di traduzione e hanno ricevuto tra luglio 2016 e novembre 2017 un'edizione internazionale in lingua inglese a cura di MangaGamer. Quanto alla critica, la serie di sound novel è stata lodata per la storia, i personaggi e la colonna sonora.

## Trama

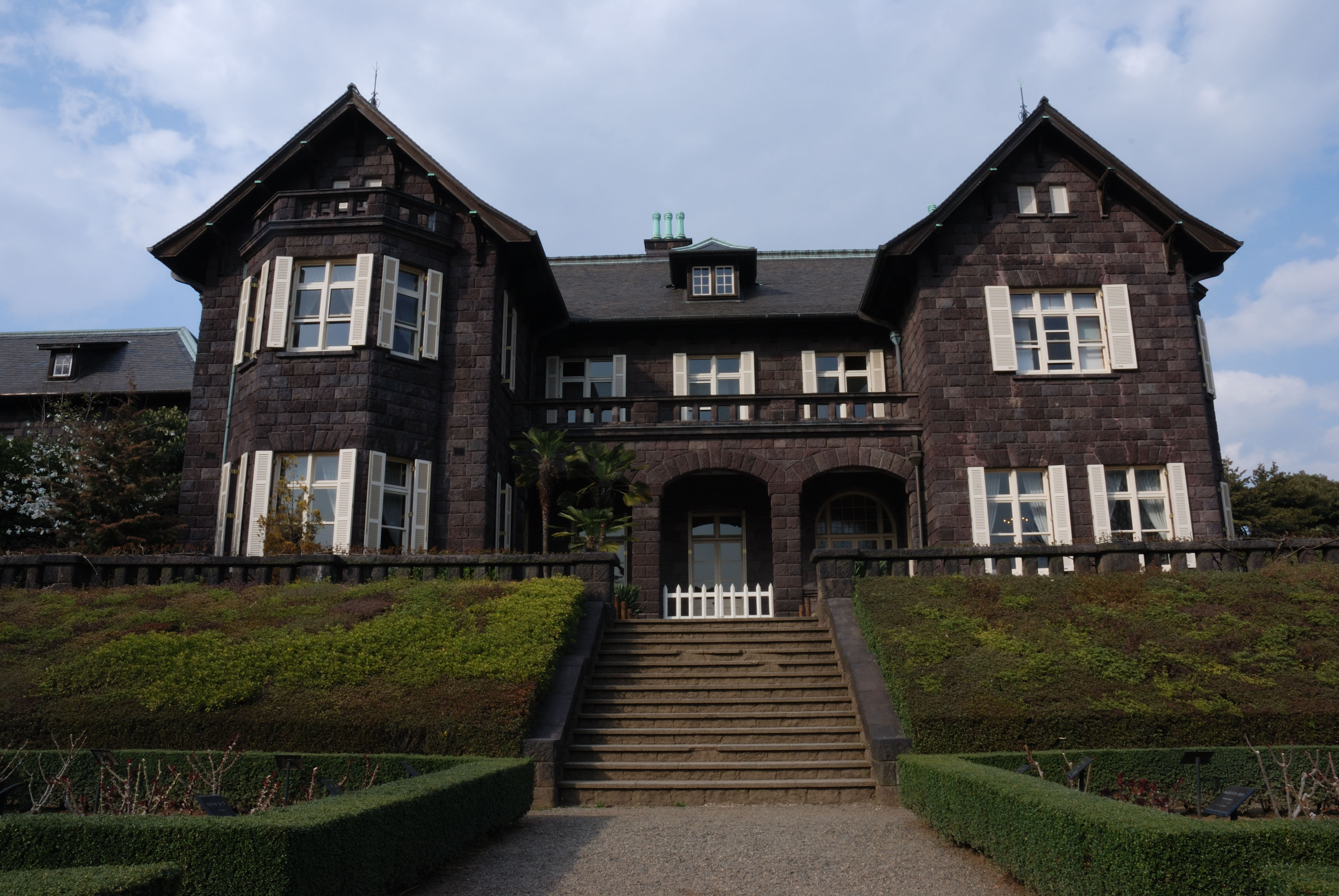
Il palazzo nei giardini di Kyū Furukawa a Kita, su cui si basa l'aspetto esteriore della villa principale a Rokkenjima

La storia si svolge principalmente durante il lasso di tempo che va dal 4 al 5 ottobre 1986 a Rokkenjima (六軒島?), una piccola isola immaginaria di circa 10 km² dell'arcipelago Izu di proprietà di Kinzo, il capo della ricca famiglia Ushiromiya. Kinzo è in fin di vita e i suoi parenti si riuniscono sull'isola per l'annuale riunione familiare, dove gli adulti e quattro fratelli pianificano di discutere sulla spartizione dell'eredità del padre in previsione della sua morte.
Ben presto un tifone intrappola tutti sul luogo e una strana lettera dà il via a uno spaventoso gioco, in seguito al quale vengono ritrovate assassinate sei persone. Se nessuno riuscirà a risolvere l'epigrafe nel salone d'entrata della villa principale, i presenti continueranno a morire in modi misteriosi e, secondo il contenuto dell'epigrafe stessa, alla fine Beatrice, la cosiddetta strega dorata e presunta consulente alchemica della famiglia Ushiromiya, ritornerà in vita. Protagonista della storia è Battler, uno dei nipoti di Kinzo che non vuole ammettere l'esistenza di magia o streghe. Siccome ciò impedisce il ritorno della strega, Beatrice porta Battler in una dimensione parallela, dove lo sfida a un gioco di logica contorta in cui Battler dovrà dimostrare come gli orrori del 4 e 5 ottobre 1986 siano frutto del genio umano e non di un'entità soprannaturale.
Il mistero più frequente nel corso della storia è l'enigma della camera chiusa, mentre gli argomenti logici utilizzati sono la probatio diabolica, il paradosso dei corvi e il paradosso del gatto di Schrödinger. Se Beatrice riuscirà a far arrendere Battler e a fargli accettare la sua esistenza, la fazione magica otterrà la vittoria. Se invece Battler riuscirà a risolvere tutti gli enigmi con successo, la fazione umana verrà liberata da questo gioco infernale. La storia è suddivisa in otto episodi, al termine dei quali il tempo ritorna alla mattina del 4 ottobre, i personaggi uccisi vengono resuscitati e gli orrori che li aspettano vengono architettati diversamente. Tutti gli umani ogni volta non ricordano nulla, ad eccezione del Battler nella dimensione parallela che affronta la sfida.

### Question Arcs
I giochi di Umineko When They Cry: Question Arcs, in giapponese noti come Umineko no naku koro ni (うみねこのなく頃に? lett. "Quando stridono i gabbiani") — When They Cry 3, sono i primi quattro della serie e introducono il mondo dove si svolge la storia, tra cui le misteriose circostanze avvenute a Rokkenjima e la leggenda della strega dorata. Definiti "archi di domanda", sono anche noti col sottotitolo Majo to suiri no rondo nella versione per PlayStation 3.
Episode 1: Legend of the Golden Witch
4 ottobre 1986. Battler, dopo sei anni di assenza, fa ritorno a Rokkenjima e scopre una leggenda secondo la quale, in seguito al grande terremoto del Kantō del 1923, furono donate da Beatrice dieci tonnellate di oro zecchino al capofamiglia Kinzo. Durante il soggiorno, i primi omicidi della strega hanno inizio, la cui sete di sangue potrà essere placata apparentemente solo risolvendo l'epigrafe all'entrata della villa principale. Battler tenta in ogni modo di scoprire il movente e l'identità del colpevole non credendo al soprannaturale, ma a fine sterminio viene evocato in una dimensione magica esterna a Rokkenjima e sfidato da Beatrice a un duello di logica contorta per determinare quale sia la verità.
Episode 2: Turn of the Golden Witch
Il tempo fa ritorno all'inizio del 4 ottobre 1986 e la strega si manifesta per la prima volta in forma umana anche a Rokkenjima, accompagnata da alcuni suoi sottoposti magici definiti "mobili". Nonostante stavolta i domestici siano privati di tutti i passepartout, i delitti continuano e Battler, confuso e stremato dai recenti orrori, non riesce più a riflettere, accettando così l'esistenza della strega anche per non dubitare delle altre diciassette persone sull'isola. Nel finale, il giovane riprenderà il controllo e impedirà ancora una volta la vittoria della strega.
Episode 3: Banquet of the Golden Witch
Virgilia, maestra di Beatrice, si allea con Battler nel terzo gioco per rimediare alla cattiva strada intrapresa dalla sua allieva. Più tardi si scopre però che ciò era solo una messa in scena architettata dalle due streghe per far arrendere Battler facendogli abbassare la guardia; il loro intento viene frustrato dall'intervento della sorella minore Ange, che nel 1986 non era potuta andare a Rokkenjima. Grazie all'aiuto della strega dei miracoli Bernkastel, Ange ha infatti avuto la possibilità di tornare indietro nel tempo dal 1998 per soccorrere il fratello e liberare la sua famiglia dalle grinfie di Beatrice.
Episode 4: Alliance of the Golden Witch
Nonostante il suo intervento decisivo, Battler diffida di Ange poiché questi, a causa di una regola imposta da Bernkastel, non gli può rivelare la sua vera identità. La sorella continua a supportarlo contro la sua volontà, finché in un momento cruciale del gioco non avrà altra scelta che sacrificarsi per il suo bene. Battler affronta quindi Beatrice in una battaglia finale in cui arriva quasi alla vittoria. Tuttavia, come detto dalla strega della certezza Lambdadelta, in realtà tutti i misteri non sono stati ancora risolti.

### Answer Arcs
I giochi di Umineko When They Cry: Answer Arcs, in giapponese noti come Umineko no naku koro ni chiru (うみねこのなく頃に散? lett. "Quando stridono i gabbiani: dispersione") — When They Cry 4, trattano la seconda parte della storia e si addentrano nel cuore del mistero. Dato che ci si avvicina alla conclusione della serie, oltre al proseguimento della trama, che spazia in nuovi luoghi, vengono rivelati durante la lettura numerosi indizi riguardo ai quattro episodi precedenti. Definiti "archi di risposta", questi ultimi quattro giochi sono anche noti col sottotitolo Shinjitsu to gensō no nocturne nella versione per PlayStation 3.
Episode 5: End of the Golden Witch
Ormai ridotta allo stato di una bambola per il recente scontro, Beatrice perde il suo ruolo di game master. Dato che il quinto gioco viene portato avanti da Bernkastel e Lambdadelta, Battler decide inizialmente di non parteciparvi. Tornato in tempo per vedere il finale della storia, il giovane si confronta con i sottoposti di Bernkastel per smentire le loro conclusioni. Sconfitto, mentre il corpo di Beatrice diventa cenere per via della dispersione delle sue illusioni, Battler inizia dunque a riflettere sul significato della sua sfida, riuscendo infine ad apprenderne la verità. Diventato il nuovo game master, propone una nuova teoria e fa sì che il risultato sia un pareggio con le streghe.
Episode 6: Dawn of the Golden Witch
Risvegliatasi nella sua epoca, Ange conosce Tohya Hachijo, un'autrice di storie su Rokkenjima, che si rivela essere la strega Featherine Augustus Aurora. Secondo il suo ultimo racconto, nel sesto gioco Battler resuscita Beatrice senza riuscire a riprodurle i ricordi. Nel frattempo il gioco cade in un errore di logica ed egli rischia di rimanere imprigionato nella sua mente finché non risolverà il problema. Fortunatamente Beatrice, dopo aver ritrovato se stessa, salva Battler e si unisce con lui in matrimonio, ripromettendosi di passare l'eternità insieme consapevoli della verità. Tuttavia Featherine, per svelare ogni mistero, dà il via a un altro gioco, designando come game master la sua allieva Bernkastel.
Episode 7: Requiem of the Golden Witch
Il gioco di Bernkastel presenta il più raro dei mondi possibili, in cui il 4 ottobre 1986 si celebra il funerale di Beatrice. L'investigatore Willard H. Wright arriva alla conclusione che Lion Ushiromiya, un nuovo membro della famiglia, negli altri mondi è Yasu, colui che si cela dietro la figura della strega dorata. Tuttavia Bernkastel, non contenta di aver svelato l'identità di Beatrice, rivela anche che sono stati i genitori di Battler ad aver compiuto nel mondo reale il massacro per impadronirsi delle dieci tonnellate di oro della leggenda. A fronte di ciò Willard le si oppone, ma ogni resistenza è futile.
Episode 8: Twilight of the Golden Witch
Nell'ultimo gioco i tentativi di Battler di lasciare ad Ange un bel ricordo della sua famiglia vengono rovinati da Featherine e Bernkastel. Le due streghe pianificano anche di rivelare pubblicamente nel 1998 la verità dietro le circostanze di Rokkenjima, ma Ange e Battler le sconfiggono con l'aiuto di Lambdadelta. Dopo la vittoria, Beatrice fa compiere ad Ange una scelta: l'inganno la condurrà nel 1998 a diventare malvagia e commettere omicidio; l'esito magico, invece, la condurrà dopo decine di anni nel futuro da un Battler affetto da amnesia causata da ipossia, che riuscirà con il suo aiuto a recuperare i ricordi e a ricongiungersi con Beatrice e gli altri abitanti di Rokkenjima.

## Personaggi

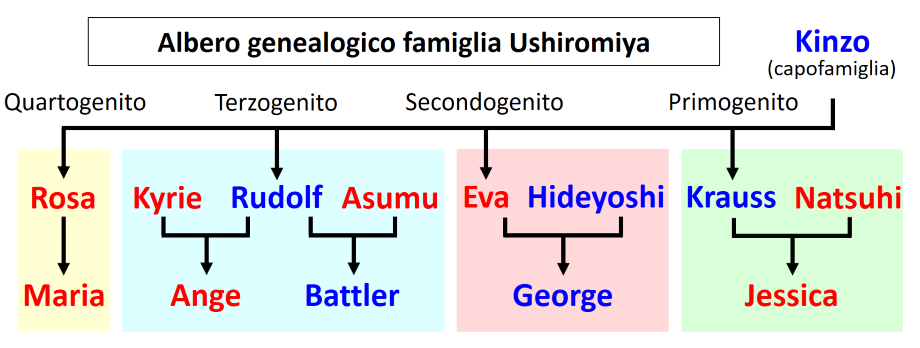
La famiglia Ushiromiya all'inizio della storia: in blu i maschi, in rosso le femmine (ogni ramo è evidenziato con un riquadro di colore diverso)

Durante il susseguirsi di crimini nella storia, i diciotto personaggi riflettono sui casi a cui hanno assistito o di cui sono rimasti in qualche modo vittima. Isolati su Rokkenjima, una delle speculazioni da loro avanzate è quella della presenza di una diciannovesima persona sconosciuta che agisca dietro le quinte; in alternativa i personaggi dubitano dei loro conoscenti, prendendo in considerazione la possibilità che qualcuno di essi stia macchinando un piano per impadronirsi del tanto agognato oro di Kinzo. Finché brancolano nel buio, Beatrice continua a fare sfoggio di poteri da grande illusionista oscurando il mondo reale con uno di sua invenzione, ma lo scetticismo di Battler comporta un'indesiderata prospettiva, che essendo in conflitto con la sua, dà vita alla tensione dialettica che pervade il loro rapporto.
Il confronto con Battler non è l'unico a cui Beatrice deve andare incontro: il suo modo di concepire l'amore è a sua volta in contrasto con quello dell'alter ego Shannon. Il colpevole, identificato in Requiem of the Golden Witch come Sayo Yasuda, porta infatti in scena più personalità, le quali sono legate tra di loro e danno alla luce conflitti interiori. In questo senso Sayo è un colpevole innovativo, la cui identità non può essere svelata facilmente e il cui movente si cela dietro i suoi sentimenti. La sua figura costituisce il cuore stesso di Umineko e anche il sesso del suo corpo, "incapace di amare" per via di un incidente alle parti intime, non è stato confermato dall'autore, che alla domanda se Sayo fosse un individuo transgender ha risposto di voler lasciare ai fan le loro conclusioni. Tuttavia Beatrice, nella sua complessità, rimane un personaggio a sé stante, definito da Ryukishi07 come il suo preferito "per via della sua vivacità e delle sue espressioni facciali capaci di cambiare repentinamente come quelle di un gatto".
Il realismo dei rapporti sociali, i segreti familiari e la discordia all'interno della famiglia Ushiromiya è invece diretta conseguenza dei giorni in cui Ryukishi07 fece servizio civile; tale lavoro gli permise di accumulare una certa esperienza nel campo, grazie a contatti con varie famiglie che lo abituarono ad approcciare i loro problemi e dissidi. Solo Maria, bambina di nove anni che sembra mostrare sintomi della sindrome di Asperger, appare esplicitamente anormale, essendo nata dalla volontà dell'autore di creare un personaggio jolly che fosse abbastanza strano e ambiguo da indurre il lettore a metterne in discussione l'innocenza nonostante la giovane età.

## Modalità di gioco
Umineko When They Cry è un gioco di genere giallo descritto come una "sound novel" da 07th Expansion. Una sound novel è un tipo di visual novel: in entrambi i casi il videogioco è composto interamente da testi di dialoghi, e perciò il gameplay non richiede quasi nessuna interazione da parte del giocatore, se non l'utilizzo del tasto sinistro del mouse, spazio o invio per il proseguimento della storia. Rispetto alle normali visual novel però, le sound novel, come suggerisce il nome stesso, prestano maggiore attenzione alla colonna sonora e agli effetti acustici del gioco, con lo scopo di coinvolgere di più il lettore nella storia, creando l'atmosfera giusta in accordanza col testo.
L'obiettivo principale del gameplay è stabilire chi è il vero assassino in ogni gioco e se ha utilizzato metodi sovrannaturali o umani. Durante il corso degli eventi possono essere visualizzati suggerimenti nel menu interno del gioco, il quale include anche le funzioni di caricamento e salvataggio. Questi suggerimenti, aggiornati in base ai progressi del giocatore, permettono di leggere informazioni supplementari sui personaggi e sulla storia, potenzialmente utili nel corso della risoluzione dei casi.
Una caratteristica del gioco, aggiunta in Turn of the Golden Witch, è la «verità rossa» (赤き真実?, akaki shinjitsu), un tipo di frase che può essere pronunciata unicamente dai personaggi dotati del titolo di "strega" o "stregone" e che stabilisce se qualcosa è vero con il testo rosso, offrendo così utili indizi al lettore per fargli creare o confutare teorie. Vi è poi la «verità blu» (青き真実?, aoki shinjitsu), concessa dalla fazione magica in Alliance of the Golden Witch, che può essere formulata da chiunque ed è evidenziata col testo blu per formulare teorie sui vari misteri. Le frasi in dorato, introdotte in End of the Golden Witch, sono le «verità dorate» (黄金の真実?, kogane no shinjitsu) pronunciabili esclusivamente dal game master, colui che conosce la verità assoluta della storia; esse possono rivelarsi più potenti o meno delle verità rosse a seconda delle circostanze. Oltre alle verità in generale, in Twilight of the Golden Witch compaiono frasi particolari, dette «dichiarazioni viola» (紫の発言?, murasaki no hatsugen), che possono risultare attendibili o meno a seconda di chi le dice: se la persona in questione è uno dei colpevoli potrebbero essere false, se è innocente allora sono indiscutibilmente vere.
Quando viene completato per la prima volta un episodio, viene reso disponibile il relativo finale chiamato "Tea party", il quale mostra dei punti importanti della trama che suggeriscono come procederà la storia. Quando anche questo scenario viene compiuto, appare un altro finale intitolato "????" che chiude definitivamente l'episodio. Dopo il completamento di tutti i giochi di Umineko When They Cry: Question Arcs o Umineko When They Cry: Answer Arcs, appare la sezione "Music box" nel menu principale, in cui il giocatore potrà riascoltare tutte le musiche utilizzate negli episodi giocati.

## Sviluppo e distribuzione

### Genesi dell'opera

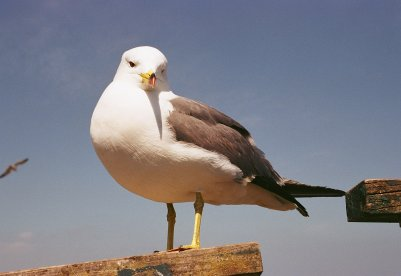
Il Larus crassirostris, tipico uccello del porto di Rokkenjima

Poco prima della fine di Higurashi no naku koro ni (lett. "Quando friniscono le cicale") nel 2006, Ryukishi07 iniziò ad avere idee su un possibile seguito per la serie When They Cry, ispirandosi soprattutto al romanzo Dieci piccoli indiani di Agatha Christie. Tra i legami più evidenti che desiderò instaurare tra le due opere vi fu la similitudine del titolo, che consisté nella condivisione del no naku koro ni (のなく頃に?), ideato da lui stesso e da suo fratello minore Yatazakura appositamente con il na rosso (な). La scelta delle parole Higurashi e Umineko derivò invece dalla vecchia moda giapponese di intitolare i romanzi con un unico kanji, ma quando l'autore rivolse la sua attenzione al radicale di higurashi (蜩?), ovvero "insetto" (虫?, mushi), lo trovò grottesco e bizzarro, ragion per cui decise di scrivere i due titoli in hiragana. Anche l'anno di ambientazione si avvicinò a quello di Higurashi così da evitare epoche con mezzi di comunicazione tra cui i cellulari, che avrebbero avuto un forte impatto sia sulle azioni del colpevole sia sulle relazioni tra i vari personaggi.
Al momento dell'ideazione del seguito, Ryukishi07 cercò un animale che facesse rumore in maniera simile alle cicale e che fosse adatto a un'ambientazione basata su un'isola. Il primo che gli venne in mente fu il gabbiano e, dopo averne cercato qualcun altro senza successo, decise di utilizzare come soggetto del titolo la parola umineko (うみねこ? lett. "gatti di mare"), nome giapponese dei gabbiani codanera. In italiano il titolo originale della serie Umineko no naku koro ni significa quindi nell'insieme «Quando stridono i gabbiani», dove il naku (なく?), essendo stato scritto in hiragana anziché in kanji, ha il duplice significato di «emettere il proprio verso» (鳴く?) e «piangere» (泣く?). Di conseguenza la frase, contestualizzata, può significare anche «quando piangono i gabbiani» oppure «quando i gabbiani torneranno a stridere», con riferimento al 6 ottobre 1986, cioè a dopo che sarà cessata la tempesta.
Per quanto riguarda i nomi degli otto episodi in cui è suddivisa la storia, l'autore scelse di scriverli interamente in lingua inglese, facendoli terminare tutti in «of the Golden Witch» (lett. "della strega dorata"). In particolare, il ruolo di antagonista fu assegnato proprio alle streghe poiché gli esseri viventi dotati di una certa longevità hanno una percezione diversa della realtà e possono quindi macchiarsi di atti malvagi pur di trovare sollievo dalla noia.

### Storia editoriale

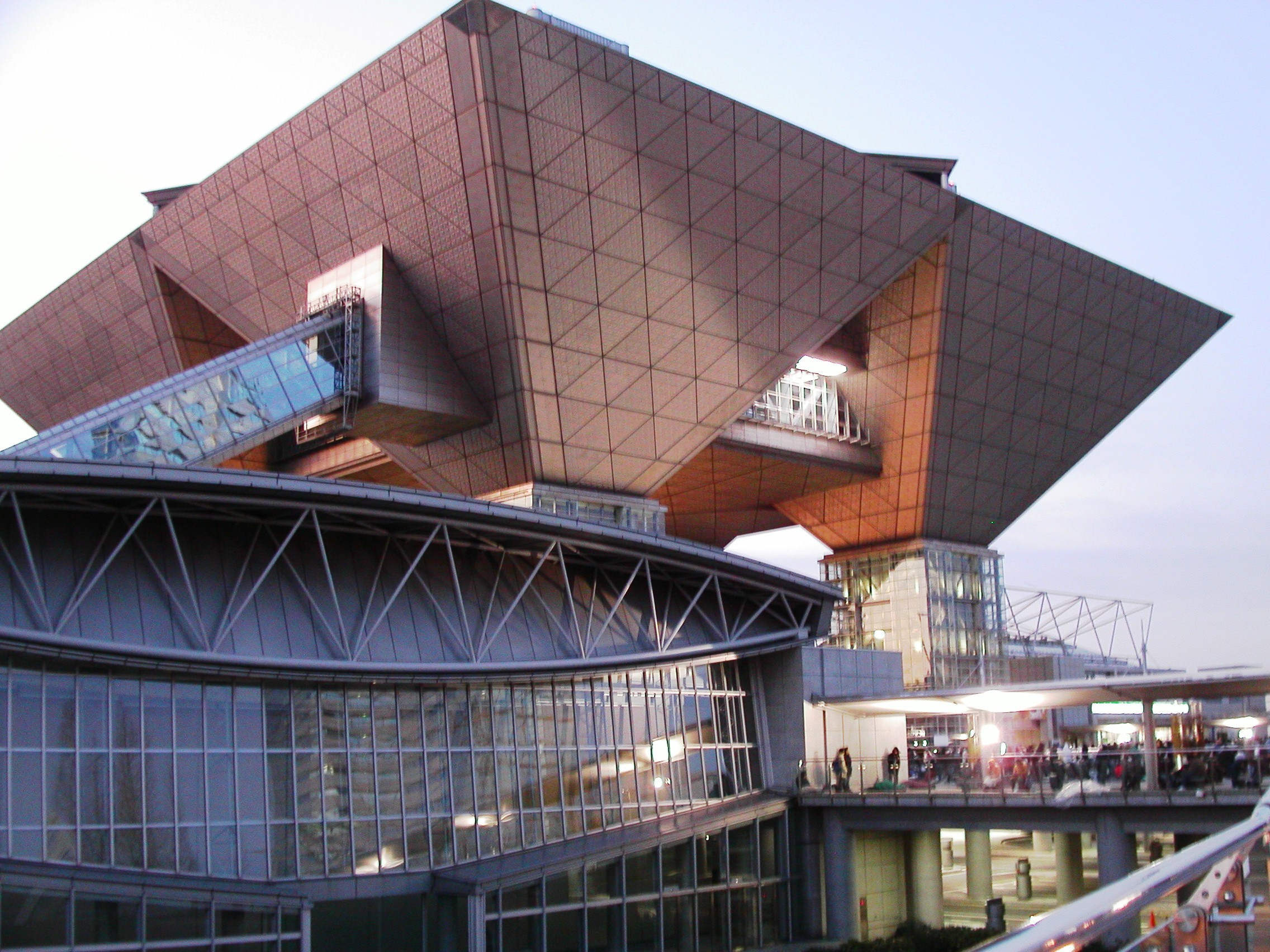
Il Tokyo Big Sight a Kōtō, dove si tiene il Comiket due volte all'anno e dove hanno fatto il loro debutto tutti i videogiochi della serie

(Ryukishi07)

#### La prima serie
Il 9 settembre 2006 Ryukishi07 annunciò sul suo blog che il terzo titolo della serie When They Cry, successore di Higurashi no naku koro ni e Higurashi no naku koro ni kai, sarebbe stato Umineko no naku koro ni. Esattamente tre mesi più tardi fu rivelato che la pubblicazione del primo gioco era stata programmata per il Comiket dell'estate 2007 e furono accennati alcuni dettagli sul gameplay, come la funzione del tasto destro del mouse per la lettura della descrizione dei personaggi o la consultazione dei suggerimenti. Pochi giorni dopo Ryukishi07 pubblicò in anteprima gli schizzi dei diciotto personaggi del primo episodio e da febbraio 2007 cominciò a collaborare col direttore della sezione musicale, dai, per la stesura dell'opera. L'11 aprile 2007 BT accettò l'incarico della gestione generale e quattro giorni dopo fu completato il design di tredici personaggi. Il logo ufficiale della serie venne pubblicato per la prima volta il 7 maggio 2007. Tra il 9 e il 13 giugno 2007 venne rivelato che la stesura dello scenario era stata conclusa e come titolo provvisorio era stato scelto Legend of the Golden Witch, scritto appositamente in lingua inglese per indicare da subito il maggiore approccio della serie allo stile occidentale. Durante i giorni successivi Ryukishi07 mostrò un'anteprima del menu principale e confermò che le espressioni facciali dei diciotto personaggi avrebbero contato in totale dai cinquanta ai settanta volti. A fine giugno 2007 fu pubblicata la copertina ufficiale del videogioco insieme all'annuncio che la sua produzione era entrata ormai nella fase finale, mentre il 3 agosto 2007 venne rivelato che il video d'apertura sarebbe stato accompagnato da una sigla cantata da Akiko Shikata. Legend of the Golden Witch fu infine pubblicato con titolo inalterato il 17 agosto 2007 al Comiket 72.
La stesura del secondo episodio ebbe inizio ad ottobre 2007 e l'11 novembre aveva già oltrepassato il quaranta percento. Cinque giorni prima della pubblicazione furono apportate altre modifiche al menu principale, e le sezioni "Tea party" e "????" diventarono nascoste fino alla conclusione dell'episodio relativo. Turn of the Golden Witch venne quindi pubblicato il 31 dicembre 2007 al Comiket 73. A gennaio 2008 Ryukishi07 si mise subito al lavoro per lo sviluppo del videogioco successivo della serie, che avrebbe avuto un inizio dal ritmo più veloce rispetto al predecessore. Egli tuttavia iniziò a chiedersi su quale grado di difficoltà avrebbe dovuto impostare il nuovo episodio e, dopo aver notato che troppi videogiocatori non erano riusciti a ragionare correttamente sui vari enigmi di Turn, interruppe la produzione di ciò che sarebbe dovuto diventare Land of the Golden Witch per ideare una storia più semplice guidata da un personaggio di supporto. Fu così che diede vita a Virgilia e, contemporaneamente, cominciò a pensare a un altro personaggio più aggressivo che sarebbe dovuto apparire più avanti nella storia: Erika.

La scatola del gatto di Schrödinger, un concetto che viene spiegato in Banquet of the Golden Witch

Il 14 giugno 2008 Banquet of the Golden Witch entrò nella fase di produzione finale e, qualche giorno più tardi, Ryukishi07 annunciò che, a differenza delle trame mystery e fantasy rispettivamente del primo e del secondo episodio, il terzo avrebbe segnato un'ulteriore svolta nella serie costituendo un vero e proprio misto tra i due generi dei predecessori. Il videogioco fu pronto per la pubblicazione l'11 luglio 2008 e debuttò il 16 agosto 2008 al Comiket 74. Lo sviluppo del seguito, Alliance of the Golden Witch, si protrasse dal 4 agosto al 24 dicembre dello stesso anno, con la pubblicazione avvenuta il 29 dicembre 2008 al Comiket 75, che concluse la prima parte della serie.

#### La seconda serie
Ryukishi07 cominciò a pensare al primo episodio di Umineko no naku koro ni chiru il 3 aprile 2009, ma soltanto il giorno 20 diede inizio alla stesura dell'opera. A maggio 2009 assisté alle registrazioni dell'adattamento anime dei primi quattro episodi della serie e per migliorarne l'interpretazione rivelò l'intera verità della storia a Sayaka Ōhara, ossia la doppiatrice di Beatrice, mentre tenne all'oscuro di tutto sia Daisuke Ono sia Rie Kugimiya, ovvero i doppiatori rispettivamente di Battler e Shannon. Il 26 giugno 2009 l'autore affermò di voler terminare lo sviluppo dell'episodio entro la fine del mese e infatti il 10 luglio venne annunciato che la produzione del videogioco era quasi ultimata. End of the Golden Witch fu pronto per la distribuzione il 9 agosto 2009 e venne effettivamente distribuito a partire dal 15 agosto 2009 al Comiket 76. Nei mesi successivi l'autore cadde in depressione a causa della scomparsa di BT, suo migliore amico e primo lettore, avvenuta il 10 luglio 2009, ma continuò a lavorare a Dawn of the Golden Witch insieme al resto dello staff, che ringraziò personalmente per averlo affiancato in un momento così difficile. Il sesto capitolo venne completato il 26 dicembre 2009 e presentato pochi giorni dopo, il 30 dicembre, al Comiket 77.
Il 3 febbraio 2010 Ryukishi07 annunciò di voler pensare già alla stesura del settimo episodio dal momento che il 2010 sarebbe stato l'anno della conclusione della serie. La produzione di Requiem of the Golden Witch fu portata a compimento l'11 agosto 2010 e il gioco fu pubblicato il 24 agosto al Comiket 78; l'autore specificò che questo episodio sarebbe stato caratterizzato sia da un tipo di ambientazione diversa sia da più "risposte specifiche" date agli enigmi mostrati nel corso della storia. L'inizio della stesura dell'ultimo episodio di Umineko, Twilight of the Golden Witch, risale al 6 ottobre 2010, quando l'autore annunciò che era finalmente giunto il momento di calare il sipario sulla storia di Battler e Beatrice. Il 21 novembre 2010 venne svelata l'esistenza di un altro videogioco, intitolato Tsubasa, che avrebbe accompagnato Twilight alla pubblicazione, e agli inizi di dicembre la produzione di entrambe le opere fu portata quasi a compimento, cosa che avvenne effettivamente il giorno 23. L'ottavo e ultimo gioco della serie venne infine pubblicato insieme a Umineko no naku koro ni tsubasa il 31 dicembre 2010 al Comiket 79. Un altro fan disc, Umineko no naku koro ni hane, fu distribuito accanto a due libretti, intitolati Warera no kokuhaku (我らの告白? lett. "La nostra confessione") e Tenshi 17-sai Azuma Shi-44a (天使１７歳 東シ-44a? lett. "Angelo di 17 anni East Shi-44a"), il 31 dicembre 2011 al Comiket 81.

### Altre edizioni
Una versione di Legend of the Golden Witch è stata pubblicata da Taito per alcuni telefoni cellulari il 31 marzo 2009. Il gioco può essere riprodotto su FOMA 900 e cellulari i703, tramite BREW come run-time system. Un'altra versione senza musica per iPhone, iPad e iPod touch è stata commercializzata da Aibee a partire dal 27 marzo 2013. Un'edizione internazionale della serie a cura di MangaGamer, annunciata presso l'Anime Expo 2015, è stata provvista sia di una traduzione aggiornata inglese del gruppo amatoriale Witch Hunt, sia di nuovi sprite dei personaggi sostituibili agli originali. I primi quattro giochi sono stati pubblicati da MangaGamer e Steam l'8 luglio 2016 per Windows e macOS in un'unica raccolta dal titolo Umineko When They Cry: Question Arcs, mentre i successivi quattro sono stati messi in vendita dal 17 novembre 2017 sotto il titolo di Umineko When They Cry: Answer Arcs. La traduzione dei Witch Hunt era già stata autorizzata in precedenza da 07th Expansion, in quanto secondo Ryukishi07 nel mondo dei dōjin soft i progetti di traduzione esteri sono accettati di buon grado, finché si limitano a offrire patch aggiuntive che promuovano l'acquisto legale del prodotto.
Un remake per PlayStation 3, sottotitolato Majo to suiri no rondo (魔女と推理の輪舞曲? lett. "Il rondò della strega e deduzione"), è stato pubblicato da Alchemist il 16 dicembre 2010. Il prodotto copre i primi quattro giochi per PC e le sue caratteristiche includono una grafica in HD, tutte le colonne sonore originali della sound novel e il doppiaggio completo dei personaggi. Il seguito, Umineko no naku koro ni chiru, è stato rifatto in modo simile, sempre per PlayStation 3, con il sottotitolo Shinjitsu to gensō no nocturne (真実と幻想の夜想曲?, Shinjitsu to gensō no nokutān, lett. "Il notturno della verità e fantasia") ed è stato pubblicato da Alchemist il 15 dicembre 2011. Nel corso del 2011 l'azienda annunciò anche un adattamento di entrambi i remake per PlayStation Portable con il titolo Umineko no naku koro ni Portable (うみねこのなく頃にPortable?), ognuno di essi separato in due giochi. Rondo è stato diviso infatti in Portable 1, con Legend e Turn, e Portable 2, con Banquet ed Alliance, pubblicati rispettivamente il 20 ottobre e il 17 novembre 2011. Nocturne doveva essere diviso invece in Portable 3, con End e Dawn, e Portable 4, con Requiem e Twilight, ma le date di pubblicazione non sono mai state rese note fino al fallimento di Alchemist nell'aprile 2016.

## Tematiche trattate e analisi
(Ryukishi07 nell'email di risposta al gruppo di traduzione amatoriale inglese Witch Hunt)
L'opera punta a inquadrare le convenzioni del mystery e del fantasy per poi unirle insieme, in modo da creare un misto di verità e fantasia dove gli aspetti della realtà diventano un tutt'uno con la finzione. Secondo la studiosa Dani Cavallaro, i due generi sono trattati in maniera equilibrata e gli aspetti più fantasiosi del racconto non oscurano la complessità dei personaggi, la loro intelligenza e personalità. L'articolata introspezione della psiche umana sottolinea l'inevitabilità dell'isolamento e della solitudine, e i detective stessi della narrazione sono coinvolti in prima persona dalla tragicità degli eventi. Nonostante dopo l'introduzione di tutti i personaggi la storia assuma ben presto una piega seria e drammatica, secondo Rebecca Silverman di Anime News Network viene lasciato spazio anche al fanservice, come nel caso del personaggio Dlanor A. Knox, personificazione del moe. L'ambientazione è stata ampiamente occidentalizzata per far avvicinare la cultura giapponese a quella europea, e Ryukishi07 si è ispirato in particolar modo all'architettura neogotica del XVIII secolo per la sua natura più adatta alla letteratura dell'orrore. La disintegrazione fisica, mentale ed etica dei personaggi avviene attraverso il disordine, l'ossessione, la confusione psicologica e la distorsione della realtà. Il tutto, unito ad avidità e forti desideri di vendetta scaturiti dal risentimento, si avvicina alle linee narrative del gotico e, data l'assenza di una qualsiasi autorità giudiziaria sull'isola, chiunque può dare libero sfogo ai propri istinti depravati, sprofondando ben presto in un processo delirante di autodistruzione che degenera, in ultima analisi, nella follia vera e propria.
Il tema principale della serie è l'«amore eterno», una sorta di amore platonico che Ryukishi07 ha ammesso di introdurre in ogni suo lavoro in quanto, a suo parere, è uno dei fattori che fa vivere il protagonista per davvero nelle sue storie. Nel caso specifico di Umineko viene suggerito più volte che l'amore è quasi la soluzione al mistero principale del videogioco e l'aspetto eterno di questo sentimento è stato fortemente enfatizzato. Altri temi più generali che si possono individuare progressivamente, durante lo sviluppo dell'intreccio, sono il sessismo, le conseguenze psicologiche della disforia di genere e la disumanizzazione.

## Stile
(Ryukishi07)

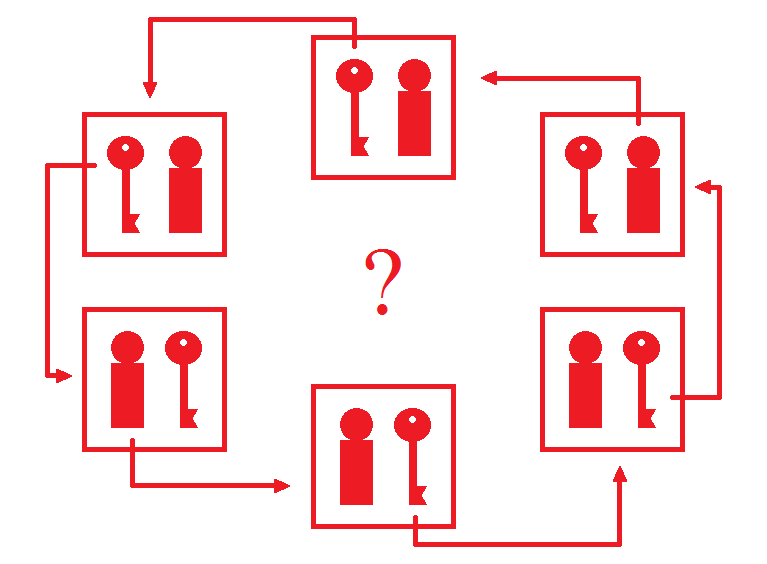
Rappresentazione grafica di un enigma mostrata in Banquet of the Golden Witch

Il videogioco originale è stato realizzato con il motore grafico NScripter. I disegni sono spogli di ornamenti ridondanti e l'unica parte del corpo dei personaggi a essere dinamica è la faccia, che ha il compito di mostrare reazioni diverse allo scorrimento del testo. A differenza delle altre visual novel, dove è possibile prendere decisioni nel corso del gameplay che influiscono sul proseguimento della storia, Umineko dispone di un unico intreccio, come se fosse un vero e proprio romanzo a senso unico. Inoltre i dialoghi e i testi compaiono direttamente sulle immagini stesse del gioco invece che nei tipici text box posizionati nella parte inferiore della schermata, ad indicare la maggiore priorità data sia alla storia sia alle musiche riprodotte in sottofondo. L'omissione di informazioni specifiche, come ad esempio le date di nascita di alcuni personaggi, è stata una sorta di precauzione presa da Ryukishi07 per evitare di rivelare dettagli errati sulla storia: essa ruota intorno a più età e generazioni e il benché minimo errore cronologico avrebbe potuto generare facilmente delle contraddizioni. Anche l'elaborazione delle verità rosse fu opera non da poco, in quanto l'autore sapeva che una volta apparse, a differenza di altre informazioni manipolabili, non le avrebbe potute più modificare. Viceversa, il genere di storia gli facilitò il processo di scrittura, in quanto la descrizione delle frequenti scene di morti e omicidi si adattava meglio al suo stile.
La narrazione punta ovviamente all'intrattenimento del lettore, ma Ryukishi07 ha ammesso di aver scritto le sue opere anche e soprattutto per il proprio divertimento, altrimenti non se ne sarebbe potuto sentire soddisfatto. Inoltre uno degli obiettivi principali della trama è quello di illudere il pubblico, depistarlo e poi tradire le sue aspettative in maniera improvvisa, una tecnica stilistica che trova applicazione particolare in Umineko, in quanto tutto ciò che non viene scritto con la verità rossa potrebbe non essere vero e costringe in questo modo il lettore a diffidare continuamente del testo e a mettere alla prova le sue capacità ermeneutiche. Allo scopo di migliorare la storia da questo punto di vista, ai tempi della produzione i pareri dei fan su Internet e le reazioni di alcune persone tra cui BT, furono essenziali all'autore per la costruzione di una sorta di feedback a cui fare riferimento. Nonostante ciò, per quanto supposizioni e teorie sul web potessero avvicinarsi alla verità, l'identità del colpevole non fu mai cambiata.
L'opera non offre spiegazioni a tutto, bensì viene lasciata al lettore l'opportunità di interpretare la storia come meglio crede e di ideare la sua "verità definitiva" dietro ogni mistero. Le risposte date in Requiem of the Golden Witch a tutti gli enigmi della serie non rivelano infatti come siano avvenuti precisamente i vari omicidi, e anche in questo caso tocca al lettore cogliere i giusti indizi per sviluppare una propria versione dei fatti. Sebbene le deduzioni a cui arrivano i detective siano a tratti inaffidabili, l'autore ha fatto in modo che i personaggi stessi spiegassero concetti fondamentali per la formulazione di teorie corrette, sicché il "gioco" consistesse proprio nella sfida di svelare ogni mistero senza limitarsi a scoprire il nome del colpevole. Invece l'ultimo episodio della serie, Twilight of the Golden Witch, è stato concepito dall'autore come una specie di postfazione, il cui scopo fosse quello di completare il significato della storia con un lieto fine che potesse soddisfare anche chi non avesse compreso tutto.

## Altri media

### Manga
Un adattamento manga è stato pubblicato da Square Enix e realizzato da sei mangaka che hanno lavorato separatamente sui vari episodi della sound novel. Le pubblicazioni sono avvenute soprattutto su Monthly Gangan Joker, e i volumi messi in vendita sotto l'etichetta Gangan Comics sono stati in tutto cinquanta. La serializzazione di Legend of the Golden Witch, a cura di Kei Natsumi, è iniziata il 22 dicembre 2007 sul numero 10 del Gangan Powered e più tardi, a causa della sospensione della rivista, è stata trasferita su Gangan Joker dal 22 aprile 2009 fino alla sua conclusione sul numero di settembre dello stesso anno. I capitoli sono stati raccolti in quattro volumi tankōbon, pubblicati in Giappone tra il 21 giugno 2008 e il 22 dicembre 2009.

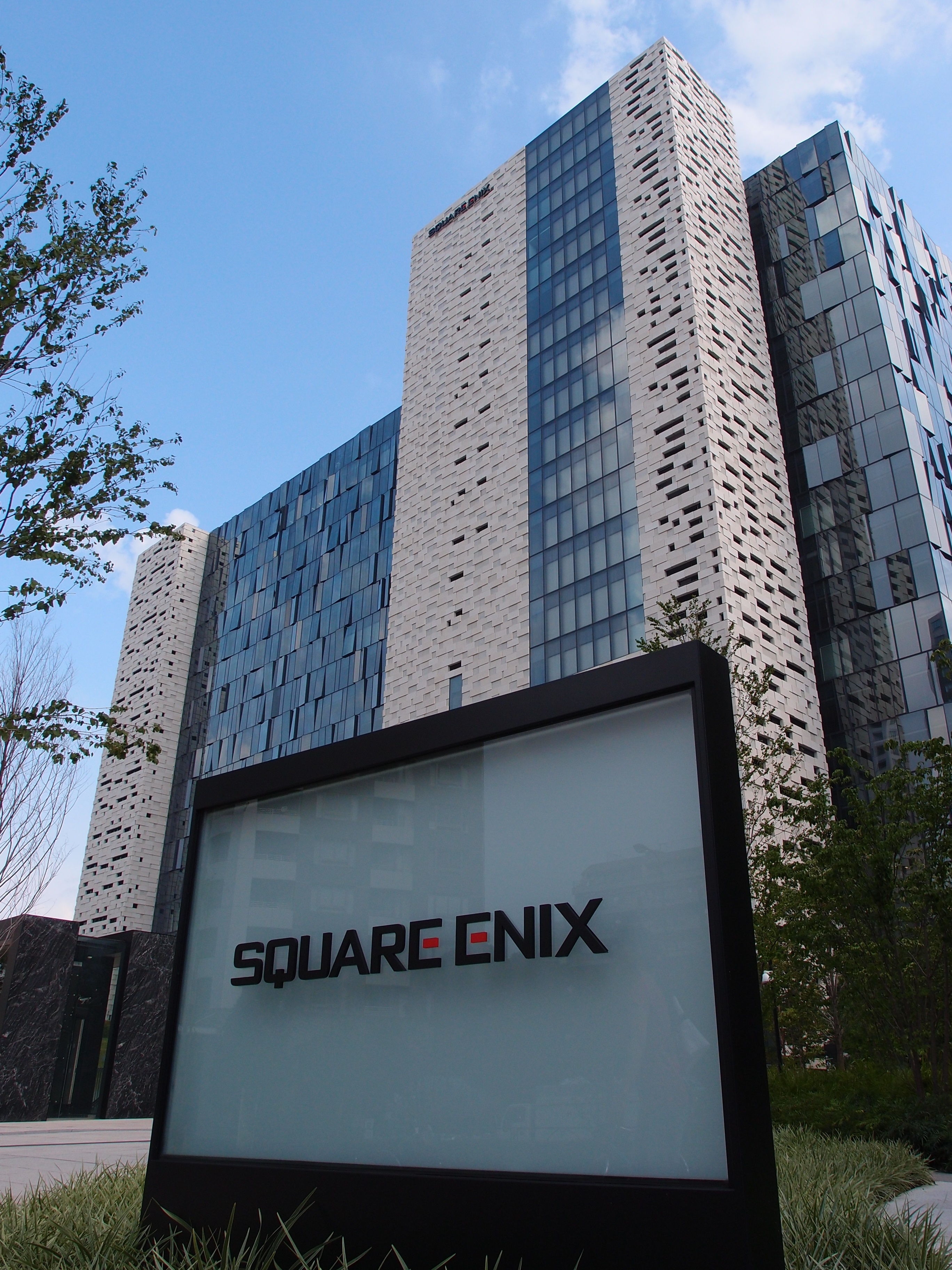
Sede della Square Enix a Shinjuku, Tokyo

Turn of the Golden Witch, disegnato da Jirō Suzuki, è stato serializzato sui numeri tra agosto 2008 e ottobre 2010 del Monthly GFantasy e conta in tutto cinque volumi, pubblicati tra il 22 giugno 2009 e il 22 dicembre 2010. Il terzo episodio, Banquet of the Golden Witch, è stato illustrato anch'esso da Kei Natsumi e ha iniziato la serializzazione sul numero di ottobre 2009 del Gangan Joker, per poi terminare sul numero di luglio 2011. I tankōbon dell'adattamento sono stati pubblicati dal 22 aprile 2010 al 22 agosto 2011, per un totale di cinque volumi in circa un anno. Alliance of the Golden Witch di Sōichirō, serializzato dal 1º ottobre 2009 sulla webzine Gangan Online, ha concluso la prima parte della serie il 2 febbraio 2012. Sei volumi sono stati pubblicati tra il 22 aprile 2010 e il 21 aprile 2012. La serializzazione di End of the Golden Witch, ad opera di Akitaka, ha avuto inizio sul numero di novembre 2010 del Gangan Joker e si è conclusa due anni più tardi sul numero di dicembre 2012. Dei sei volumi editi da Square Enix, il primo e l'ultimo sono stati pubblicati rispettivamente il 22 aprile 2011 e il 22 dicembre 2012. L'inizio di Dawn of the Golden Witch di Hinase Momoyama risale invece al numero di dicembre 2010 del GFantasy. L'adattamento dell'episodio, terminato nel dicembre 2012, è composto da sei volumi tankōbon, la cui pubblicazione è avvenuta tra il 22 agosto 2011 e il 22 dicembre 2012.
Il settimo episodio, Requiem of the Golden Witch, illustrato da Eita Mizuno, ha iniziato la serializzazione sul numero di maggio 2011 del Monthly Shōnen Gangan. La conclusione ha avuto luogo il 12 marzo 2015 sul numero di aprile, e tra il 22 dicembre 2011 e il 22 aprile 2015 i capitoli sono stati raccolti in nove volumi tankōbon. Twilight of the Golden Witch, disegnato da Kei Natsumi, è stato serializzato invece dal 21 gennaio 2012 al 22 giugno 2015 su Gangan Joker. I volumi pubblicati ammontano a nove: il primo è stato messo in vendita il 22 agosto 2012, mentre gli ultimi due hanno concluso insieme la serie il 22 agosto 2015. A differenza della sound novel dove viene lasciato spazio all'immaginazione del lettore fino alla fine, nel manga sono mostrate tutte le risposte al mondo di Umineko. In America del Nord i diritti dei vari manga sono stati acquistati nell'aprile 2012 da Yen Press, che più tardi ha iniziato la pubblicazione della serie sotto il titolo di Umineko When They Cry.

### Manga spin-off
I seguenti manga, in alcuni casi raccolti in antologie, sono spin-off ambientati nello stesso universo di Umineko When They Cry:
- Umineko no naku koro ni: the first case (うみねこのなく頃に～the first case～?), un'antologia di manga pubblicata da Ohzora Publishing, sotto l'etichetta Twin Heart Comics, il 24 ottobre 2014[116]. L'opera è stata seguita da the second case il 25 dicembre 2007[117] e da the third case il 24 marzo 2008[118].
- Magi-Cu yonkoma: Umineko no naku koro ni (マジキュー4コマ うみねこのなく頃に?, Majikyū yonkoma Umineko no naku koro ni), una serie di antologie di manga yonkoma i cui due volumi sono stati pubblicati da Enterbrain, sotto l'etichetta Magi-Cu Comics, rispettivamente il 25 ottobre[119] e il 25 dicembre 2007[120]. Altre otto raccolte sono state poi messe in vendita sotto il titolo di Magi-Cu yonkoma Umineko no naku koro ni san (マジキュー4コマ うみねこのなく頃に 餐?) tra il 25 luglio 2009[121] e il 24 luglio 2010[122].
- Umineko biyori: Rokkenjima e yōkoso!! (うみねこびより。～六軒島へようこそ!!～?), una striscia a fumetti yonkoma di Makoto Fugetsu serializzata sulla rivista Manga Palette Lite di Ichijinsha tra il 1º marzo 2008 e il 2 marzo 2009. Un volume tankōbon è stato pubblicato il 22 giugno 2009[123].
- Kiseki no kakera: Higurashi no naku koro ni & Umineko no naku koro ni sakuhinshū (キセキのカケラ～ひぐらしのなく頃に＆うみねこのなく頃に作品集～?), il primo volume di una serie di antologie a cura di Ohzora Publishing, pubblicato sotto l'etichetta Twin Heart Comics il 24 ottobre 2008[124]. È stato seguito da Tensei!? Jinsei game (転生!?人生ゲーム?, Tensei!? Jinsei gēmu) il 25 novembre 2008[125] e da Kokoro no sukima (ココロのスキマ?) il 24 dicembre dello stesso anno[126].
- Umineko dōri no peru-san (うみねこ通りのペルさん?), un manga seinen disegnato da Satoshi Arai e serializzato sui numeri compresi tra novembre 2008[127] e maggio 2009[128] della rivista Comp Ace di Kadokawa Shoten.
- Umineko no naku koro ni: EpisodeX Rokkenjima of Higurashi crying (うみねこのなく頃に EpisodeX ROKKENJIMA of Higurashi crying?), un crossover di Yuki Hiiro che presenta alcuni personaggi di Higurashi no naku koro ni. È stato serializzato sulla rivista Dengeki G's Festival! Comic di ASCII Media Works tra il 26 gennaio 2009[129] e il 23 febbraio 2011[130] ed è stato raccolto in due volumi pubblicati rispettivamente il 26 febbraio 2010[131] e il 27 aprile 2011[132].
- Umineko no naku koro ni: Episode collection (うみねこのなく頃に Episode collection?), una serie di antologie pubblicata da Ichijinsha, sotto l'etichetta DNA Media Comics Special, tra il 25 settembre 2009[133] e il 25 febbraio 2011[134].
- Umineko no naku utage ni: Tea party of the witches (うみねこのなく宴に Tea party of the witches?), un altro yonkoma disegnato da Kosaka Hira che ha iniziato la serializzazione sulla rivista Manga Palette Lite di Ichijinsha il 22 ottobre 2009. Due volumi sono stati pubblicati il 22 dicembre 2010[135] e il 22 aprile 2013[136].
- Umineko no soup: Soup of the golden chef (うみねこのスープ ～Soup of the golden chef～?), un'antologia di manga pubblicata da Harvest il 15 aprile 2010[137].
- Umineko no naku koro ni shi Forgery of the Purple logic (うみねこのなく頃に 紫 Ｆｏｒｇｅｒｙ ｏｆ ｔｈｅ Ｐｕｒｐｌｅ ｌｏｇｉｃ?), un manga di Kurumi Suzuhiro incentrato sulle dichiarazioni viola apparse per la prima volta in Twilight of the Golden Witch. Ha debuttato su Comp Ace nel 2012 e due volumi sono stati pubblicati rispettivamente il 23 gennaio[138] e il 24 luglio 2013[139].

### Drama-CD
Diversi drama-CD di Umineko When They Cry sono stati prodotti da Frontier Works e raccolti in due cofanetti. Il primo è stato pubblicato il 24 giugno 2009 con il titolo Ōgon no kakeratachi (黄金のカケラたち? lett. "Frammenti dorati"), mentre il secondo è stato reso disponibile un mese più tardi, il 23 luglio 2009, intitolato Ōgon chō no miru yume wa (黄金蝶の見る夢は? lett. "Il sogno visto dalle farfalle dorate"). I doppiatori dei personaggi sono gli stessi dell'anime.

### Romanzi
Una serie di romanzi, basata sulle sound novel originali, è stata scritta sempre da Ryukishi07 di 07th Expansion con le copertine illustrate da Tomohi. Kōdansha Box ha iniziato a pubblicare gli adattamenti letterari di Umineko When They Cry: Question Arcs a partire dal luglio 2009 con Legend of the Golden Witch (1), ed è poi passata a Umineko When They Cry: Answer Arcs nel luglio 2012 con End of the Golden Witch (1). Ogni gioco è stato diviso in due volumi, che al 2 giugno 2015 ammontano in tutto a tredici.

### Anime

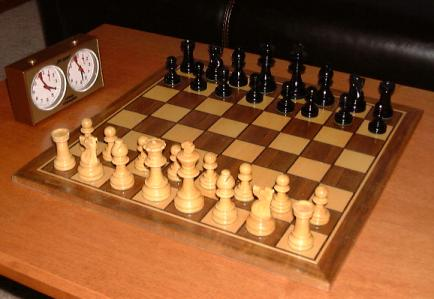
I titoli degli episodi della serie sono tutti termini scacchistici, in quanto la tavola da gioco delle streghe è rappresentata da una semplice scacchiera

Una serie televisiva anime di ventisei episodi, ispirata a Umineko When They Cry, fu annunciata da Frontier Works nel luglio 2008 e sponsorizzata con video promozionali in streaming su Animate TV e Famitsū. Prodotta dallo studio di animazione Studio Deen, copre gli avvenimenti delle prime quattro sound novel originali. La regia è a cura di Chiaki Kon e la supervisione della sceneggiatura è stata affidata a Toshifumi Kawase, i quali avevano già lavorato precedentemente insieme per l'adattamento anime di Higurashi no naku koro ni. Il character design, basato sui disegni originali di Ryukishi07, è stato invece sviluppato da Yōko Kikuchi. Nell'adattamento, le frasi dette dai personaggi sotto forma di verità rosse o blu appaiono scritte sullo schermo nel relativo colore mentre scorrono in direzione orizzontale, verticale o diagonale.
La serie è stata trasmessa in Giappone dal 2 luglio al 24 dicembre 2009 su Chiba TV e qualche giorno più tardi su altre stazioni televisive. Tra il 23 ottobre 2009 e il 22 ottobre 2010 gli episodi sono stati raccolti da Geneon Entertainment in tredici BD/DVD, contenenti nell'edizione limitata anche alcuni speciali intitolati Uraneko (うらねこ?) dalla durata di un minuto. Tre cofanetti dei DVD sono stati poi pubblicati tra il 26 maggio e il 22 ottobre 2010. In America del Nord i diritti dell'anime sono stati acquistati da NIS America, che ha curato un'edizione sottotitolata in inglese suddivisa in due Blu-ray Disc, pubblicata il 4 dicembre 2012.

### Web radio
Una trasmissione radiofonica di dieci episodi, intitolata Umineko no naku koro ni Episode R: Radio of the Golden Witch (『うみねこのなく頃に』 Episode R -Radio of the golden witch-?), è andata in onda sulla web radio, ospitata da Animate TV, dal 26 agosto 2009 al 13 gennaio 2010. Lo spettacolo è stato condotto dalla doppiatrice di Beatrice, Sayaka Ōhara, la quale ha presentato numerosi ospiti come Daisuke Ono e Marina Inoue, ossia i doppiatori di Battler e Jessica. Nell'episodio aggiuntivo speciale del 28 aprile 2010 sono stati invitati anche la doppiatrice di Ange, Rina Satō, e l'autore della serie, Ryukishi07. I dieci episodi, speciale escluso, sono stati poi pubblicati in due raccolte, da due CD l'una, rispettivamente il 23 dicembre 2009 e il 27 gennaio 2010.

### Videogiochi
Un picchiaduro 2D basato sulla serie, intitolato Ōgon musōkyoku (黄金夢想曲? lett. "Fantasia d'oro"), è stato distribuito da 07th Expansion il 31 dicembre 2010 al Comiket 79. Una versione per Xbox 360, sviluppata da Alchemist, è stata pubblicata il 6 ottobre 2011 con il titolo Ōgon musōkyoku X (黄金夢想曲X? lett. "Fantasia d'oro X"). Il seguito, dal titolo Ōgon musōkyoku cross (黄金夢想曲†CROSS?), è stato reso disponibile il 31 dicembre 2011 al Comiket 81 e ha incluso i disegni vincitori di un concorso tenutosi tra il 15 luglio e il 15 agosto 2011 sulla comunità virtuale Pixiv.
L'8 novembre 2013 è stata sponsorizzata con un evento ad Akihabara l'uscita di un pachi-slot ispirato alla serie, prodotto da Oizumi e 07th Expansion: Pachi-slot Umineko no naku koro ni (パチスロ うみねこのなく頃に?) — When They Cry 3+4. Il gameplay è caratterizzato da 43 doppiatori e da un testo che conta più di 4000 parole. Il character design è diverso sia da quello dell'anime sia dal gioco originale, mentre la storia si basa su tutti e otto gli episodi della serie. Una versione online è stata resa disponibile per PC il 20 febbraio 2014. Un'applicazione del gioco per iOS e un'altra per Android sono state pubblicate rispettivamente il 25 marzo e il 1º aprile 2014. Un gioco di carte collezionabili, prodotto da Sorayume e intitolato Higurashi Umineko card battle jin (ひぐらしうみねこカードバトル 陣?, Higurashi Umineko kādo batoru jin), è stato pubblicato per iOS e Android il 22 ottobre 2013.

## Colonna sonora
La sound novel adotta tre sigle d'apertura differenti. I primi quattro episodi si aprono con il singolo Umineko no naku koro ni (うみねこのなく頃に?) di Akiko Shikata, distribuito il 15 agosto 2008 al Comiket 74 e pubblicato da Frontier Works il 29 agosto dello stesso anno. I primi due episodi di Chiru, End e Dawn, usano come sigla iniziale la musica Occultics no majo (オカルティクスの魔女?, Okarutikusu no majo, lett. "La strega dell'occultismo") di Ayumu, pubblicata da Geneon Entertainment il 26 novembre 2009. Infine gli ultimi due episodi della serie, Requiem e Twilight, presentano come terza e ultima sigla d'apertura Kiri no pithos (霧のピトス?, Kiri no pitosu, lett. "Pithos della nebbia"), composta da Nei Kino e pubblicata il 14 agosto 2010. I remake per PlayStation 3, Majo to suiri no rondo e Shinjitsu to gensō no nocturne, sono caratterizzati invece da due nuove sigle d'apertura: Seikyō no igreja (誓響のイグレージャ?, Seikyō no igurēja, lett. "La chiesa dei giuramenti altisonanti") di Kokomi e Inanna no mita yume (イナンナの見た夢? lett. "Il sogno di Inanna") di Ayumu, pubblicate da 5pb. Records rispettivamente il 26 gennaio 2011 e il 25 gennaio 2012.

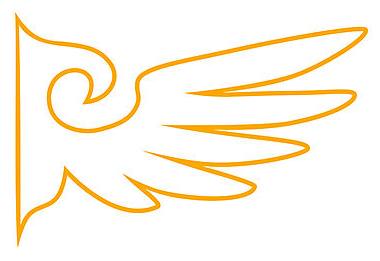
L'aquila mono-alata, il simbolo della famiglia Ushiromiya che dà il nome al singolo di Akiko Shikata e che prende ispirazione dall'emblema di Zeon nella serie Gundam

Alla fine di ogni episodio vengono riprodotte due sigle differenti: una al completamento del gioco principale, quando viene mostrata la lista dei personaggi, e una al termine del relativo "????", quando scorrono i crediti. In Legend of the Golden Witch, Bring The Fate (lett. "Gestisci il destino") di Hironori Doi è la prima sigla di chiusura, mentre Rōgoku STRIP (牢獄STRIP?, Prison STRIP) di -45 viene usata per i crediti. In Turn vengono riprodotte prima Kuro no liliana (黒のリリアナ? lett. "Liliana nera") di U2 Akiyama e poi Senritsu ~shirabe~ (旋律～シラベ～? lett. "Melodia ~shirabe~") di Kazumi Kimura. La lista dei personaggi e i crediti di Banquet, invece, sono accompagnati rispettivamente da Dread of the grave -rhythm ver- (lett. "Paura della tomba -versione ritmata-"), composta da SB Yune, e da ACTIVE PAIN (lett. "Dolore effettivo"), composta da Zakuro Motoki. Infine l'ultimo episodio di Umineko When They Cry: Question Arcs, Alliance, si conclude con Discode di Kanae Sakura e poi, ancora una volta come in Legend, con Rōgoku Strip di -45.
Durante la lista dei personaggi e i crediti di End si possono ascoltare Kodoku na shinkaigyo (孤独な深海魚? lett. "Un solitario pesce degli abissi") di -45 e TSUBASA～hope～ (翼～hope～? lett. "Ali~speranza~") di Rekka Katakiri. In Dawn si hanno invece come prima sigla di chiusura Birth of a new witch (lett. "Nascita di una nuova strega") di Zakuro Motoki e come sigla dei crediti Usan no kaori (ウサンノカオリ? lett. "Odore sospetto") di Nei Kino. Le musiche finali di Requiem sono the executioner (lett. "l'esecutore") di zts e Namae no nai uta (なまえのないうた? lett. "La canzone senza nome") di Kanae Sakura. Infine in Twilight, l'episodio che conclude Chiru e l'intera serie, a causa del finale aggiuntivo vi sono tre sigle di chiusura al posto di due: a differenza del "finale dell'inganno", dove si ottiene la sigla d'apertura Umineko no naku koro ni dei primi quattro episodi, il "finale della magia" viene accompagnato sia dal singolo in lingua italiana Byakumu no mayu ~Ricordando il passato~ (白夢の繭～Ricordando il passato～? lett. "Bozzolo di un sogno bianco ~Ricordando il passato~"), composto e cantato da Akiko Shikata e pubblicato da Frontier Works l'8 giugno 2011, durante la lista dei personaggi sia da engage of marionette di dai durante lo scorrimento dei crediti.
La serie televisiva anime presenta due sigle originali, pubblicate rispettivamente il 19 agosto e il 16 settembre 2009: una d'apertura, cantata da Akiko Shikata e intitolata Katayoku no tori (片翼の鳥? lett. "Uccello mono-alato"), e una di chiusura, interpretata da Jimang dei Sound Horizon e intitolata la divina tragedia ~Makyoku~ (la divina tragedia～魔曲～? lett. "la divina tragedia ~Canzone demoniaca~"). Entrambe le sigle fanno uso dell'italiano: la prima nel testo del coro, mentre la seconda nel titolo. La colonna sonora originale di Legend of the Golden Witch, intitolata Essence, è stata pubblicata da Frontier Works il 26 agosto 2009.

## Accoglienza
(Ryukishi07)

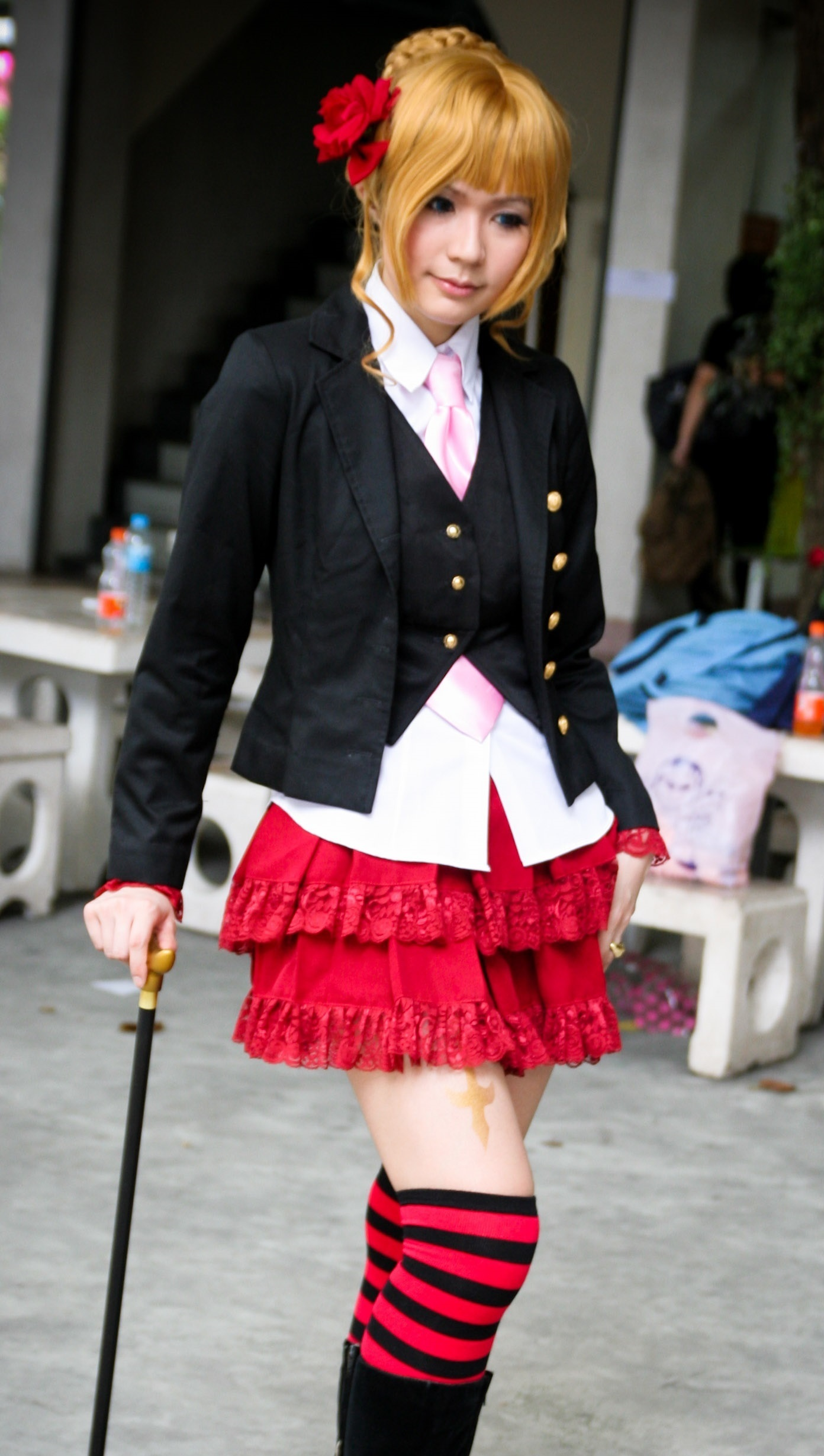
Cosplayer di Beatrice

Umineko When They Cry ha subito riscosso un discreto successo grazie alla buona reputazione del predecessore Higurashi no naku koro ni; infatti il circolo 07th Expansion, presentatosi il 17 agosto 2007 al Comiket 72 per la pubblicazione del primo gioco, Legend of the Golden Witch, vendette tutte le copie disponibili dopo soltanto trenta minuti dall'apertura. Recensendo l'edizione internazionale su Steam, Cody Perez di The Fandom Post, pur preferendo in generale la grafica in HD della versione per PlayStation 3, ha apprezzato la decisione di MangaGamer di inserire nuovi sprite dei personaggi sostituibili agli originali. Il recensore è rimasto anche positivamente colpito da alcune composizioni musicali tra cui le sigle, reputando però un punto a sfavore l'assenza di un componente chiave come il doppiaggio. Quanto alla storia, Perez ha definito Umineko possibilmente la visual novel più stimolante ed enigmatica da lui mai giocata, grazie a personaggi unici tra cui Battler, che considera il protagonista perfetto per il giocatore da impersonare.
Anche Marcus Estrada di Hardcore Gamer ha apprezzato il cast originale di personaggi alle prese con aspetti economici e rapporti familiari impegnativi. Tuttavia, al contrario di Perez, ha dato poca importanza all'assenza del doppiaggio, definendo la colonna sonora "sublime" e trovando come unico neo il motore di gioco, cui manca la personalizzazione di impostazioni come la velocità di scorrimento automatico del testo e la scelta del font. Nicole Seraphita di Tech Raptor ha invece dichiarato che Umineko è una storia molto più profonda e toccante di Higurashi, valutando la lunghezza di circa un milione di parole dell'intera serie sia in termini positivi, per via dello spazio dedicato a ogni personaggio, sia negativi, a causa di scene dal ritmo eccessivamente lento. Ha anche avanzato critiche sul character design originale di Ryukishi07 e gli sprite femminili di MangaGamer, ma malgrado ciò ha lodato il lavoro svolto sulla colonna sonora e considerato Umineko una delle migliori visual novel disponibili su Steam.
La serie televisiva è stata premiata sia col primo posto nella classifica dei migliori dieci anime di genere horror redatta nel 2013 da Japanator, sia col ventesimo posto nella classifica di anime horror redatta nel 2015 da Gakusei no Madoguchi. Nick Browne di T.H.E.M Anime Reviews, non avendo provato il gioco originale, ha criticato più l'adattamento in sé che la storia, presupponendo che molti aspetti da lui giudicati negativi, come l'introduzione maldestra dei personaggi, "possano essere riconducibili all'incapacità dello studio di adattare un buon videogioco in una buona serie televisiva, anziché necessariamente a un difetto fondamentale nella storia". Serdar Yegulalp di About.com, sebbene abbia apprezzato la trama "intrigante" e la posa di Battler alla "Obiezione!" di Phoenix Wright, ha trovato Umineko "una serie con una grande premessa, alcune idee interessanti e una realizzazione assolutamente straziante — in entrambi i sensi di quella parola — della sua storia", riferendosi sia al tipo di anime molto cruento, sia alla difficoltà dello studio di "aggiungere tutto ciò che c'era nel gioco". Robert Allen di Tech-Gaming ha sottolineato la complessità della storia, consigliando l'opera soprattutto a chi ha gradito Kyokugen dasshutsu: 9-jikan 9-nin 9 no tobira.
Per quanto concerne il manga, secondo Oricon i volumi della serie che hanno riscosso più successo nel corso della prima settimana dalla loro pubblicazione in Giappone appartengono entrambi all'adattamento di Legend of the Golden Witch. Ad aver raggiunto le prime dieci posizioni nelle classifiche delle vendite sono, infatti, il terzo, classificatosi nono tra il 22 e il 28 giugno 2009 con 96 191 copie vendute, e il quarto, in settima posizione tra il 21 e il 27 dicembre 2009 grazie alla vendita di 85 847 copie. In America del Nord, invece, il secondo volume di Legend of the Golden Witch si è aggiudicato l'ottavo posto tra i dieci manga best seller individuati dal New York Times tra il 24 febbraio e il 2 marzo 2013. Nella recensione del primo volume della serie, Rebecca Silverman di Anime News Network ha apprezzato la trama mystery e le illustrazioni, opportunamente spaventose nei momenti adatti, di Kei Natsumi, consigliando l'opera sia ai fan di Higurashi sia agli appassionati dei libri di Agatha Christie. Tuttavia nella recensione del primo volume di Turn of the Golden Witch, la Silverman ha affermato di trovare i disegni di Jirō Suzuki molto più spaventosi e piacevoli di quelli del predecessore, definendo il nuovo character design di Beatrice "impressionante". L.B. Bryant di ICv2, recensendo il primo volume di Legend of the Golden Witch, ne ha invece sottolineato solo aspetti negativi, come il ritmo inconsistente e i disegni di alcuni personaggi troppo dettagliati a dispetto di altri.